# Sawai Jai Singh II
Sawai Jai Singh II (ur. 3 listopada 1688, zm. 21 września 1743) – maharadża królestwa Amber w Indiach, również astronom. 
Został królem w wieku 11 lat, jednakże mimo młodego wieku w trakcie swego panowania wykazał się wielkimi zdolnościami organizacyjnymi. Cieszył się poparciem cesarza Mogołów Aurangzeba, dzięki czemu okres jego panowania sprzyjał rozwojowi gospodarczemu królestwa. Wybudował, przy pomocy bengalskiego inżyniera Widjadhara Ćakravarti, nową stolicę Jaipur. Był dobrze wykształcony, znał sanskryt i język perski, z zamiłowaniem zajmował się astronomią. Zbudował kilka obserwatoriów astronomicznych, największe i najlepiej zachowane to Jantar Mantar w Jaipurze.